# Associação Esportiva Tiradentes
Associação Esportiva Tiradentes é um time de futebol sediado na cidade de Fortaleza, capital do estado do Ceará. Foi fundado em 15 de setembro de 1961. O clube é mantido pelos seus associados, que são integrantes da Polícia Militar do Estado do Ceará. Atualmente o Tiradentes disputa a Série B Cearense.

## História
Em 1966, disputa pela primeira vez o Campeonato Cearense de Futebol, ficando na terceira colocação da Segunda Divisão. Em 1968, conquista o título da Segunda Divisão do Cearense, conseguindo o acesso à elite. No ano seguinte, na sua primeira disputa na Série A do Cearense, consegue a quarta colocação no campeonato.
Em 1988, o Tiradentes vence o 1º turno do Campeonato Cearense. Em 1990, o clube é Campeão de Juniores e em 1992 ao lado do Fortaleza, Ceará e Icasa Esporte Clube é Campeão Cearense. Sem estádio próprio, a equipe manda seus jogos em dois estádios (Presidente Vargas e Alcides Santos). Em 28 de dezembro de 2013, foi iniciada a construção da Arena do Tigre, que, futuramente, será inaugurada.
O Tiradentes tinha sido promovido para a Primeira Divisão do Campeonato Cearense de Futebol de 2016, junto com o Uniclinic. Porém, a equipe foi novamente rebaixada à Segunda Divisão estadual antes do Campeonato Cearense da primeira divisão iniciar, pois o Tiradentes não apresentou a documentação exigida pelo Profut em tempo hábil. Com a punição, o Itapajé (quarto colocado na Série B  Cearense de 2015) herdou a vaga. Porém, em 15 de janeiro de 2016, a Federação Cearense de Futebol excluiu o Guarany de Sobral da Série A Cearense por falsificação de certificados, devolvendo a vaga ao regularizado Tiradentes.

## Símbolos

### Mascote
O mascote do Tiradentes é um tigre, chamado pela torcida de "Tigre da Polícia Militar".
Cores
As cores do clube são o vermelho e azul, sendo conhecido como Rubro-Azulino, mas também usa o branco, tanto no uniforme (reserva), quanto no escudo.

## Uniformes
As cores do uniforme do Tiradentes são o vermelho e o azul, sendo o 1º uniforme uma camisa com listras verticais vermelhas e azuis, calção e meias azuis.
O 2º uniforme é composto por uma camisa branca com detalhes azuis, calção e meias brancas.

## Títulos
| ESTADUAIS | ESTADUAIS                     | ESTADUAIS | ESTADUAIS   |
| Troféu    | Competição                    | Títulos   | Temporadas  |
| --------- | ----------------------------- | --------- | ----------- |
|           | Campeonato Cearense           | 1         | 1992*       |
|           | Campeonato Cearense - Série B | 2         | 1968 e 2015 |
|           | Torneio da Movimentação       | 1         | 1999        |

* O título do Campeonato Cearense de 1992 foi dividido com Ceará, Fortaleza e Icasa. A taça deste campeonato se encontra na sede do Fortaleza.

### Campanhas de Destaque
| Campanhas de Destaque | Campanhas de Destaque                           | Campanhas de Destaque | Campanhas de Destaque   |
| Competição            | Competição                                      | Campanhas             | Ano (s)                 |
| --------------------- | ----------------------------------------------- | --------------------- | ----------------------- |
| Ceará                 | Campeonato Cearense (terceiro lugar)            | 4                     | 1988, 1989, 1990 e 1991 |
| Ceará                 | Campeonato Cearense - 2ª Divisão (vice-campeão) | 2                     | 2004 e 2010             |
| Ceará                 | Campeonato Cearense Sub-20 (vice-campeão)       | 3                     | 2013, 2015 e 2016       |
| Ceará                 | Copa Fares Lopes (vice-campeão)                 | 1                     | 2014                    |
| Ceará                 | Copa Fares Lopes (terceiro lugar)               | 1                     | 2010                    |

## Estatísticas

### Participações
|  | Participações em 2025 |

| Competição | Competição          | Temporadas | Melhor campanha       | Estreia | Última | P | R |
| Ceará      | Campeonato Cearense | 42         | Campeão (1992)        | 1969    | 2018   |   | 4 |
| Ceará      | Série B             | 18         | Campeão (1968 e 2015) | 1966    | 2025   | 4 | 1 |
| Ceará      | Copa Fares Lopes    | 5          | Vice-campeão (2014)   | 2010    | 2017   |   |   |
| Brasil     | Série B             | 1          | 46º colocado (1982)   | 1982    | 1982   | – | – |
| Brasil     | Série D             | 1          | 5º colocado (2013)    | 2013    | 2013   | – |   |

### Campeonato Cearense - 1ª Divisão
- Em Vermelho, o ano em que o Tiradentes foi rebaixado para a Segunda Divisão.

### Campeonato Cearense - 2ª Divisão
- Em Verde, o ano em que o Tiradentes teve o acesso para a Primeira Divisão.
- Em Vermelho, o ano em que o Tiradentes foi rebaixado para a Segunda Divisão.

### Campeonato Brasileiro - Série B
- Em Verde, o ano em que o Tiradentes teve o acesso para a Primeira Divisão.